# Viktoria Schnaderbeck

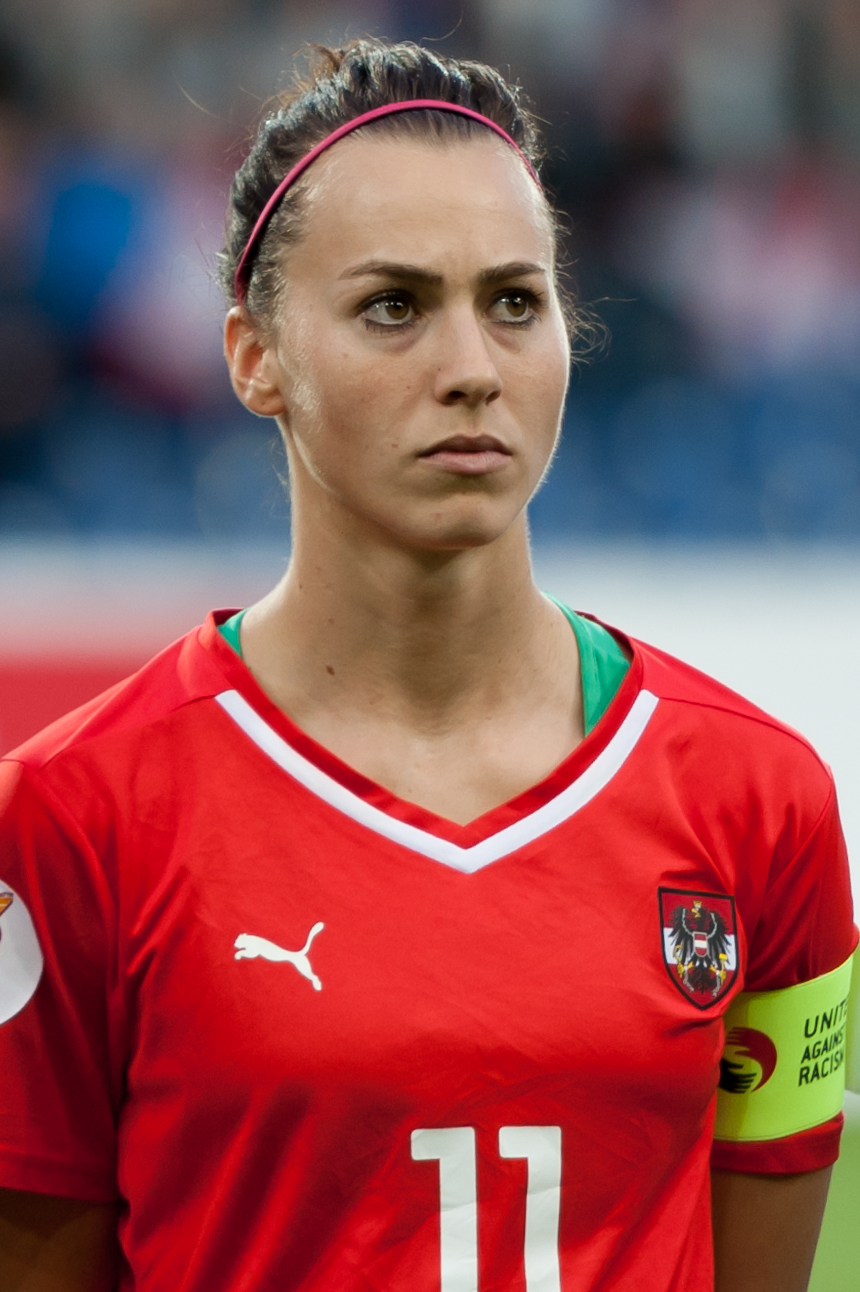
Viktoria Schnaderbeck

Viktoria Sophie Schnaderbeck (4 januari 1991, Graz) is een Oostenrijks voetbalspeelster.
Sinds 2007 komt ze uit voor het Oostenrijks nationale elftal, waarvoor ze 2 goals maakte, en 83 wedstrijden speelde. In augustus 2022 maakte ze bekend te stoppen met haar actieve prof-carrière als middenveldster. Ze werd door Arsenal verhuurd...
Aan het eind van haar carrière speelde ze voor Arsenal WFC en in 2022 nog kortdurend voor Tottenham Hotspur F.C. Women.

## Resultaten
- In 2015 en 2016 werd Schnaderbeck met Bayern Munchen kampioen van de Bundesliga.[2]
- In 2017 werd ze verkozen tot Oostenrijks sportvrouw van het jaar.
- In 2019 behaalde ze met Arsenal het Engels kampioenschap.